# Xbox Live
Xbox Live (раније стилизован као Xbox LIVE) је онлајн мултиплејер гејминг и дигитални сервис који је направио Microsoft. Први пут је био доступан за Xbox систем 15. новембра 2002. Ажурирана верзија сервиса била је доступна за конзолу Xbox 360 новембра 2005. и каснија побољшњана верзија објављена је 2013. са Xbox One-ом.
Сервис је био проширен 2007. на Windows платформи под називом Games for Windows – Live, што је омогућило да већина аспеката система буде доступна за кориснике Windows рачунара. Microsoft је најавио планове да прошири Live на друге платформе као што су мобилни телефони. Са Мајкрософтовим мобилним оперативним системом, Windows Phone, целокупна функционалност Xbox Live интегрирана је у нове Windows телефоне који су представљени касне 2010.
Сервис Xbox Live доступан је и као бесплатна узлуга, под називом Xbox Live Free (пре Xbox Live Silver) и као претплатна услуга (услуга где је потребна претплата) под називом Xbox Live Gold.